# (1137) Раиса
(1137) Раиса (нем. Raïssa) — астероид из группы главного пояса. Он был открыт 27 октября 1929 года в Симеизской обсерватории советским астрономом Григорием Неуйминым. Назван в честь сотрудницы Пулковской обсерватории Раисы Израилевны Масеевой, вычислившей орбиту астероида. Независимо был открыт 21 ноября 1929 года немецким астрономом Карлом Райнмутом в обсерватории Хайдельберг. Свой полный оборот вокруг Солнца астероид совершает за 3,773 юлианских года.

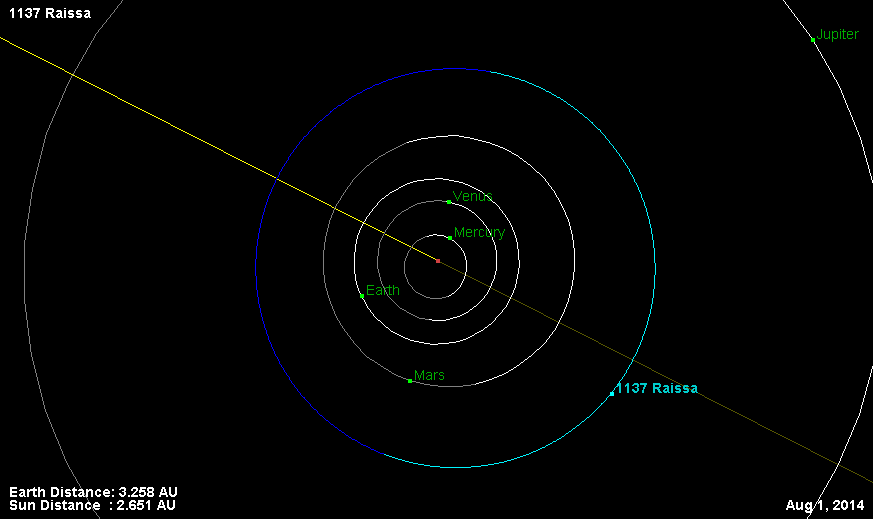
Орбита астероида Раиса и его положение в Солнечной системе